# 沃尔皮亚诺
沃尔皮亚诺（義大利語：Volpiano），是意大利都灵省的一个市镇。总面积32.42平方公里，人口14954人，人口密度461.3人/平方公里（2009年）。ISTAT代码为001314。

## 友好城市
- 法國卡斯特里 2010年